# Cyaniris altaiana
Cyaniris altaiana är en fjärilsart som beskrevs av Tutt 1909. Cyaniris altaiana ingår i släktet Cyaniris och familjen juvelvingar. Inga underarter finns listade i Catalogue of Life.